# Everts Air
Everts Air  — американська авіакомпанія місцевого значення зі штаб-квартирою в місті Фербенкс (Аляска, США), що виконує регулярні пасажирські та чартерні перевезення між невеликими аеропортами штату Аляска.
Портом приписки авіакомпанії і її головним транзитним вузлом (хабом) є Міжнародний аеропорт Фербенкс, як вторинної хаба використовується Міжнародний аеропорт імені Теда Стівенса в Анкориджі.

## Історія
Діяльність Everts Air сходить до 1978 року, коли бізнесменом Робертом У. Евертсом була створена приватна авіакомпанія Tatonduk Outfitters Limited, що забезпечувала перевезення шахтарів на єдиному літаку Cessna 180 по віддалених пунктів призначення в штаті Аляска. Батько бізнесмена Кліффорд Р. Евертс через два роки заснував ще одну авіакомпанію Everts Air Fuel Inc., яка займалася авіаперевезенням палива та спеціальних небезпечних вантажів по відокремленим аеропортів штату.
У 1993 році обидва авіаперевізника злилися в одну авіакомпанію Everts Air, яка в тому ж році в додаток до сертифіката Федерального управління цивільної авіації США по частині 135 (місцеві регулярні і чартерні рейси) отримала сертифікацію по частині 121 (внутрішні регулярні та чартерні пасажирські рейси, чартерні вантажні рейси). З появою в повітряному флоті авіакомпанії літаків McDonnell Douglas DC-6 і Curtiss-Wright C-46 Commando, пасажирські і вантажні перевезення були розділені між підрозділами Everts Air і Everts Air Cargo.

## Пункти призначення
До листопада 2008 року авіакомпанія Everts Air виконувала регулярні пасажирські рейси в наступні пункти призначення:
1. Аллакакет (AET) — Аеропорт Аллакакет
2. Анкчувек-Пасс (AKP) — Аеропорт Анкчувек-Пасс
3. Анкоридж (ANC) — Міжнародний аеропорт Анкоридж імені Теда Стівенса хаб
4. Аніак (ANI) — Аеропорт Аніак
5. Арктік-Вілладж (ARC) — Аеропорт Арктік-Вілладж
6. Барроу (BRW) — Аеропортімені Вілі Поста-Вілла Роджерса
7. Бівер (WBQ) — Бівер
8. Бетел (BET) — Аеропорт Бетел
9. Беттлс (BTT) — Аеропорт Беттлс
10. Діллінгем (DLG) — Аеропорт Діллінгем
11. Ігл (EAA) — Аеропорт Ігл
12. Еммонак (EMK) — Аеропорт Еммонак
13. Фербенкс (FAI) — Міжнародний аеропорт Фербенкс хаб
14. Форт-Юкон (FYU) — Аеропорт Форт-Юкон
15. Галена (GAL) — Аеропорт імені Едварда Г. Пітка
16. Ілламна (ILI) — Аеропорт Ілламна
17. Кінг-Салмон (AKN) — Аеропорт Кінг-Салмон
18. Коцебу (OTZ) — Аеропорт імені Ральфа Вайена
19. Лейк-Мінчуміна (MHM/LMA) — Аеропорт Мінчуміна
20. Ном (OME) — Ном (аеропорт)
21. Прадхоу-Бей (SCC) — Аеропорт Дедхорс
22. Сент-Меріс (KSM) — Аеропорт Сент-Меріс
23. Уналакліт (UNK) — Аеропорт Уналакліт
24. Венеті (VEE) — Аеропорт Венеті

## Флот
Станом на вересень 2008 року повітряний флот авіакомпанії Everts Air складали наступні літаки:
- 1 Cessna 180
- 4 PA-32
- 8 Douglas DC-6, моделі A і BF (вантажні)
- 2 Curtiss-Wright C-46 Commando (вантажні)
- 3 Embraer EMB 120 Brasilia